# 능동성
주도성(proactivity) 혹은 주도적 행동(proactive behavior)은 문제가 발생하기 전에 문제를 해결하고자 노력하는 자기주도적 행동(self-initiated behavior)을 말한다. 자기주도적 행동은 반응(reacting)이 아니라 미래 상황에 앞서 미리 행동(acting in advance)하는 것이다. 그것은 상황에 적응하거나 일어날 일을 기다리는 것이 아니라, 상황을 통제하고 이른 변화를 만드는 것이다.
반응성(reactivity)은 일종의 행동 패턴으로 문제를 스스로 해결하는 주도성을 취하는 것이 아니라 상황이나 참가자의 주도를 취하는 습관적 양식이다. 일반적으로 말하면, 반응성은 사회적 모험 회피(risk aversion)의 효과적인 표현일 수 있다. 과하게 말하면, 반응성은 권한 박탈(disempowerment)의 한 형태이다.
미래에 초점을 맞추어(future-focused), 발생할 수 있는 문제를 미리 예상하고(anticipating), 남이 시킬 때까지 기다리는게 아니라 스스로 개선점을 찾아 나서는(self-initiating), 변화지향적인(change-oriented) 조직행동을 말한다.

## 종류

### 개인 성격으로서의 능동성
Bateman and Crant(1993)은 쉽사리 변하지 않는 상대적으로 안정적인 개인적 특질의 하나로 능동적 성격(proactive personality)이 존재한다고 주장했다.

### 개인 행동으로서의 능동성
한편 다른 연구자들은 능동적 행동(Proactive behavior at work) 은 능동적 성격과 달리 환경의 변화에 따라 달라지는 개인의 행동적 성향이라고 보았다. 주요한 능동적 행동들은 책임지기(taking charge), 목소리내기(voice), 개인주도력(personal initiative) 등이 있으며 이 밖에도 피드백구하기(proactive feedback seeking), 조직내에서 중요한 이슈 제기하기(issue selling) 등 다양한 능동적 행동들이 연구되고 있다.

## 주요 연구

### 능동적 성격
Bateman and Crant(1993)은 능동적 행동에 나서도록 만드는 개인적인 기질을 능동적 성격(proactive personality)라 부르고 이를 "환경의 변화에 영향을 주고자 하는 경향성(the relatively stable tendency to effect environmental change)"이라고 정의했다.

### 개인 주도력
개인 주도력(Personal initiative)은 개인이 주어진 과업을 넘어 자기 주도적으로 문제에 접근하고자 하는 개인의 행동이라고 정의된다.
개인 주도력은 다음과 같은 다섯가지 특성을 가진다.
- 조직의 목적에 부합해야 한다
- 장기적인 관점을 가져야 한다
- 목표에 초점을 맞추고 행동지향적이어야 한다
- 목표를 추구하는 과정에서 발생하는 장애물을 끈질기게 극복하고자 해야 한다
- 자기주도적이어야 한다

### 목소리내기(Voice)
조직에서 개인이 표현하는 능동적 행동의 하나로 목소리내기(voice behavior)가 있다. LePine and Van Dyne(1998)은 이를 상황을 개선하고자 하는 의도에 따라 현상유지 상태에 문제제기 하는 행동(speaking out and challenging the status quo with the intent of improving the situation)으로 정의내렸다.

### 책임지기
책임지기(Taking charge)는 조직의 기능적 변화에 효과적으로 영향을 주고자 하는 재량적 행동이다.

## 같이 보기
- 수동성
- 온보딩